# Ökoeffektivität
Ökoeffektivität, auch Konsistenz im Kontext der Nachhaltigkeit, ist ein Konzept zur Erlangung der Vereinbarkeit von Natur, Arbeit und Technik. Der Grundgedanke besagt, in nachhaltigen Systemen dürfe es keine Abfälle, sondern nur Produkte geben. Das Konzept zielt statt auf die Ökoeffizienz eines einzelnen Produktes auf die ökologische Gesamtwirkung.

## Begriff
Der Begriff wurde von dem deutschen Chemiker Michael Braungart und dem US-amerikanischen Architekten William McDonough in ihrem 2002 erschienenen Buch Cradle to Cradle (C2C, „von der Wiege bis zur Wiege“) verwendet. Sie stellten den Begriff „Ökoeffektivität“ in Kontrast zur „Ökobilanz“ (die den Stoffkreislauf und dessen Umweltwirkungen von der Wiege bis zur Bahre analysiere) und zur „Ökoeffizienz“.
Ökoeffektiv sind nach Braungart und McDonough Produkte, die entweder als biologische Nährstoffe in biologische Kreisläufe zurückgeführt werden können oder als „technische Nährstoffe“ kontinuierlich in technischen Kreisläufen gehalten werden.
Das Prinzip für einen ökoeffektiven Lösungsansatz laute: Abfall ist Nahrung (waste equals food). Bei vielen natürlichen Prozessen werde sowohl Energie als auch Material verschwendet. Pflanzen und Tiere produzierten große Mengen „Abfall“. Sie sind nicht ökoeffizient. Sie seien gleichwohl ökoeffektiv, weil sie Teil eines nachhaltigen Systems sind, das jedes Stück Abfall wiederverwendet, zum Beispiel als Dünger.

„Die Natur produziert seit Jahrmillionen völlig uneffizient, aber effektiv. Ein Kirschbaum bringt tausende Blüten und Früchte hervor, ohne die Umwelt zu belasten. Im Gegenteil: Sobald sie zu Boden fallen, werden sie zu Nährstoffen für Tiere, Pflanzen und Boden in der Umgebung.“

Analog dazu könne eine technische Produktion effektiv sein, wenn sie Stoffe abgibt, die in anderen Produktionen einsetzbar sind.

## Beispiele
Ökoeffektivität

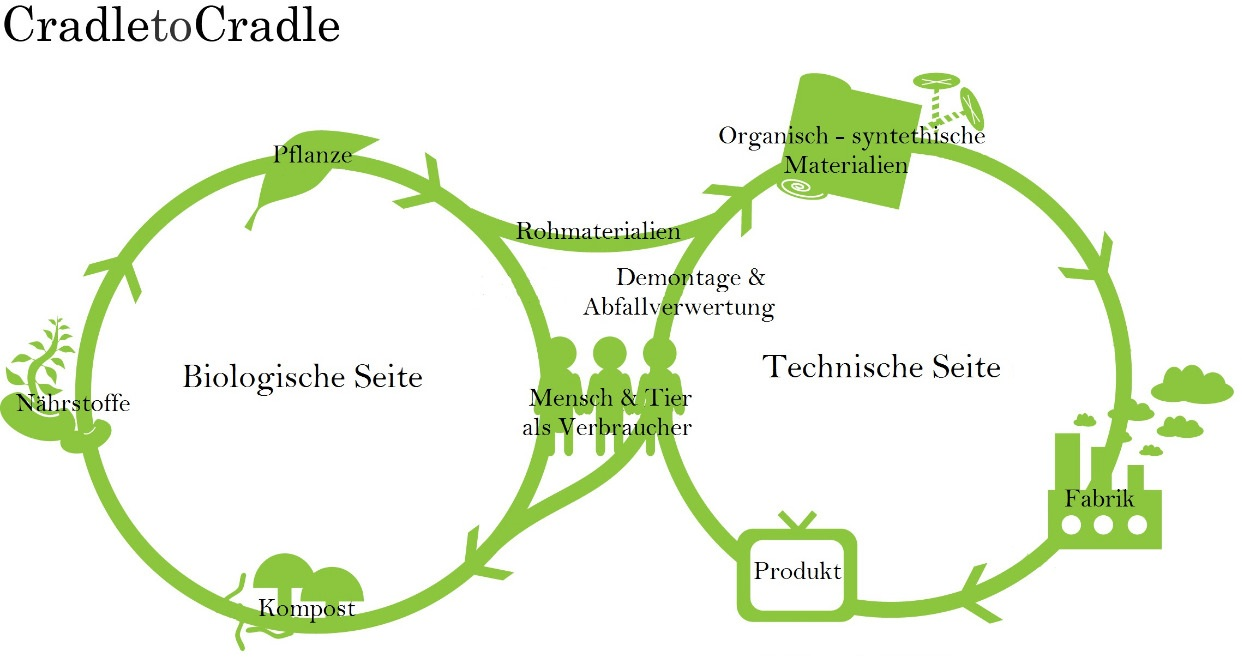
Biologischer und Technischer Zyklus

- Emissionen einfangen und für neue Produkte oder Brennstoffe verwenden (Upcycling).
- Bremsbeläge aus einem Material herstellen, das unbedenklich in biologische Kreisläufe zurückgeführt werden kann (biologische Abbaubarkeit).
- Kunststoffprodukte gezielt so entwickeln, dass sie demontiert und recycelt werden können.
- Energiequellen nutzen, die direkt von der Sonne stammen (erneuerbare Energie).
- Das Gesamtprodukt auf biologische oder technische Kreisläufe abstimmen (Kreislaufwirtschaft).

Ökoeffizienz
- Den Benzinverbrauch um fünfzig Prozent reduzieren, aber die Gesamtzahl der Autos weltweit verdreifachen (Rebound).
- Bremsbeläge so entwickeln, dass sie weniger Partikel abgeben, aber dennoch insgesamt tausende von Tonnen an Schadstoffen auf den Straßen lassen.
- Den Anteil von recyceltem Material in Polymerprodukten erhöhen, ohne auf die Qualitätsminderung des recycelten Materials zu achten (Downcycling).
- Das Abwasservolumen in der Textilherstellung verringern, aber die Anzahl der Additive erhöhen und daher am Ende immer noch ein nicht wiederverwendbares Produkt zu haben.[5]